# Ramariopsis holmskjoldii
Ramariopsis holmskjoldii är en svampart som först beskrevs av Cornelius Anton Jan Abraham Oudemans, och fick sitt nu gällande namn av R.H. Petersen 1978. Ramariopsis holmskjoldii ingår i släktet Ramariopsis och familjen fingersvampar.   Inga underarter finns listade i Catalogue of Life.